# Брамулья, Хуан Атилио
Хуан Атилио Брамулья (исп. Juan Atilio Bramuglia; 1 января 1903, Часкомус, провинция Буэнос-Айрес, Аргентина — 4 сентября 1962, Буэнос-Айрес, Аргентина) — аргентинский государственный деятель, министр иностранных дел (1946—1949) с перерывами.

## Биография
В 1925 году окончил юридический факультет Университета Буэнос-Айреса. В 1929—1949 годах был главным юрисконсультом Союза железных дорог Аргентины.
- 1944—1945 годы — директор Департамента социального обеспечения Министерства труда и социальной защиты,
- 1945—1946 годы — инспектор провинции Буэнос-Айрес,
- 1946—1949 годы (с перерывами) — министр иностранных дел Аргентины. Реализовывал внешнеполитический курс «третьей позиции», балансируя между США и Советским Союзом. Под давлением Эвы Перон был вынужден уйти в отставку[1] и перешёл на преподавательскую работу на кафедру трудового права в университете Буэнос-Айреса.

После военного переворота 1955 года основал партию Народный союз, ставшую неудачной попыткой разработать альтернативный политический проект в духе неоперонизма.